# Röd elefantnäbbmus
Röd elefantnäbbmus (Elephantulus rufescens) är en däggdjursart som först beskrevs av Peters 1878.  Elephantulus rufescens ingår i släktet Elephantulus och familjen springnäbbmöss.
Denna elefantnäbbmus förekommer i nordöstra Afrika från Somalia och Etiopien till Tanzania. Habitatet utgörs av torra stäpper och områden med några träd.
Arten blir med svans 17 till 31 cm lång och den väger 25 till 60g. Liksom andra elefantnäbbmus har den en långsträckt nos som påminner om elefanternas snabel. Extremiteterna är påfallande smala. Huvudet kännetecknas av stora ögon och öron. Den långa och mjuka pälsen har på ovansidan en orangebrun, sandbrun eller gråbrun färg, under sidan är ljusgrå till vit.
Individerna lever vanligen ensam eller i par och ibland bildas mindre flockar. De letar vanligen på dagen efter föda. Under mycket varma tider och vid fullmåne kan de även vara nattaktiv. Röd elefantnäbbmus äter myror, termiter och olika växtdelar som rötter, bär och unga skott. Boet kan vara en naturlig hålighet i marken. Arten använder även en tunnel som övertogs från ett annat djur eller som grävs själv. Vid fara gömmer den sig i boet eller i en bergsspricka. Djuret jagas av rovfåglar, ugglor och ormar.
Honor kan para sig flera gångar per år. Under dessa tider bildas monogama par. Dräktigheten varar 57 till 65 dagar och sedan föds en eller sällan två ungar. Ungarna har vid födelsen päls och de kan gå kort efteråt. Efter cirka 25 dagar slutar honan med digivning och efter ungefär 50 dagar blir ungarna könsmogna. Röd elefantnäbbmus lever i naturen 1 till 1,5 år.
För beståndet är inga hot kända. Hela populationen anses vara stabil. IUCN kategoriserar arten globalt som livskraftig.

## Underarter
Arten delas in i följande underarter:
- E. r. rufescens
- E. r. boranus
- E. r. dundasi
- E. r. peasei
- E. r. pulcher
- E. r. somalicus